# 阿里音乐
阿里音樂(ALIBABA PLANET)創立於2016-03-16，由天天動聽為主與虾米音乐合作，為阿里巴巴其下音樂軟體。董事長為高曉松與宋柯，CCO為何炅。

## 版權
相信音樂、滾石音樂、華研國際、BMG、寰亞唱片、( BoA 、東方神起、Super Junior 、少女時代、EXO )SM 娛樂公司 等多家公司。獨家版權 : 五月天、SHE、林宥嘉、丁當、信、白安、嚴爵、OliviaWang、MP魔幻力量、卓文萱、八三夭、劉德華、張學友、周華健、張震嶽、李宗盛、梁靜茹、任賢齊、劉若英等。

## 軟體
名為阿里星球，目前有Android、Iphone兩個版本。